# Christophe Sagna
Christophe Sagna (ur. 5 maja 1954 w Dakarze – zm. 18 października 2016) – senegalski piłkarz grający na pozycji pomocnika. W swojej karierze rozegrał 2 mecze w reprezentacji Senegalu.

## Kariera klubowa
Swoją karierę piłkarską Sagna rozpoczął w klubie ASC Jeanne d’Arc, w którym zadebiutował w 1974 roku w pierwszej lidze senegalskiej. W 1976 roku wyjechał do Francji i w sezonie 1976/1977 grał w trzecioligowym CS Penmarch. W 1977 roku przeszedł do pierwszoligowego Stade Lavallois. Swój debiut w nim zaliczył 25 listopada 1977 w zremisowanym 1:1 wyjazdowym meczu z Girondins Bordeaux. W Stade Lavallois występował do końca sezonu 1981/1982.
Latem 1982 Sagna przeszedł do drugoligowego En Avant Guingamp, którego zawodnikiem był przez dwa sezony. W latach 1984–1986 grał w drugoligowym Stade Quimperois. Z kolei w 1986 roku przeszedł do US Saint-Malo. W sezonie 1986/1987 awansował z nim z czwartej do trzeciej ligi. W 1988 roku zakończył w nim swoją karierę.
| Sezon   | Klub              | Kraj    | Rozgrywki            | Mecze | Bramki |
| ------- | ----------------- | ------- | -------------------- | ----- | ------ |
| 1974/75 | ASC Jeanne d’Arc  | Senegal | Championnat National | ?     | ?      |
| 1975/76 | ASC Jeanne d’Arc  | Senegal | Championnat National | ?     | ?      |
| 1976/77 | CS Penmarch       | Francja | Championnat National | 14    | 5      |
| 1977/78 | Stade Lavallois   | Francja | Division 1           | 21    | 2      |
| 1978/79 | Stade Lavallois   | Francja | Division 1           | 15    | 3      |
| 1979/80 | Stade Lavallois   | Francja | Division 1           | 8     | 0      |
| 1980/81 | Stade Lavallois   | Francja | Division 1           | 38    | 6      |
| 1981/82 | Stade Lavallois   | Francja | Division 1           | 24    | 2      |
| 1982/83 | En Avant Guingamp | Francja | Division 2           | 25    | 2      |
| 1983/84 | En Avant Guingamp | Francja | Division 2           | 22    | 1      |
| 1984/85 | Stade Quimperois  | Francja | Division 2           | 24    | 5      |
| 1985/86 | Stade Quimperois  | Francja | Division 2           | 23    | 0      |
| 1986/87 | US Saint-Malo     | Francja | Division 4           | ?     | ?      |
| 1987/88 | US Saint-Malo     | Francja | Championnat National | 13    | 0      |

## Kariera reprezentacyjna
W reprezentacji Senegalu Sagna zadebiutował 10 marca 1986 roku w wygranym 2:0 grupowym meczu Pucharu Narodów Afryki 1986 z Mozambikiem, rozegranym w Kairze. Na tym turnieju zagrał również w grupowym meczu z Wybrzeżem Kości Słoniowej (0:1). Mecze w Pucharze Narodów Afryki były jego jedynymi rozegranymi w kadrze narodowej.